# المحكمة العليا الروسية
المحكمة العليا في روسيا الاتحادية  (بالروسية:Верховный суд Российской Федерации) هي الدرجة النهائية في القضايا الإدارية والمدنية والجنائية ،والعديد من أنواع القضايا الأخرى المتنوعة في روسيا، علاوة على أنها تراقب وتشرف على عمل المحاكم الأدنى من خلال الطعون التي تقدم أمامها، وتعطي المحكمة تفسيرات للقانون. تقوم المحكمة العليا في روسيا الاتحادية بمهمة الرقابة لأنشطة المحاكم ذات الاختصاصات العامة بما فيها المحاكم العسكرية والمحالك الفيدراية المتخصصة. المحكمة العليا في روسيا الاتحادية تعتبر الدرجة القضائية المباشرة الواقعة أعلى من المحاكم العليا في الجمهوريات محاكم الأقاليم والمدن ذات الطابع الفيدرالي ومحاكم الأقاليم والمقاطعات ذات الحكم الذاتي, بلإضافة إلي محاكم العسكرية في المقاطعات العسكرية والأساطيل وصنوف ومجموعات القوات المسلحة.